# Илталехти
Илталехти (на фински: Iltalehti, в превод: Вечерен вестник) е финландски ежедневник, третият по тираж вестник във Финландия. Издава се от 1980 г.
Уебсайтът на вестника стартира на 5 октомври 1995 г. под името Iltalehti Online, което се използва до 2006 г. През 2015 г. уебсайтът на Iltalehti се посещава от около 3,1 милиона различни посетители всяка седмица и е вторият най-популярен уебсайт във Финландия по отношение на броя на посетителите. Iltalehti по-рано поддържа отворена дискусионна страница на своя уебсайт, която е затворена през декември 2015 г., когато списанието преминава към предварително модериран модел за коментари на новини.

## Главен редактор
- Петри Хакала (до декември 2017 г.)
- Кари Кивела (2017 – 2018)
- Перту Каупинен (1 април 2018 – 23 септември 2018)
- Еря Юляярви (24 септември 2018 – 3 февруари 2021)
- Перту Каупинен (от 4 февруари 2021 г.)